# غونار أسموسن
غونار أسموسن (بالفرنسية: André Auffray)‏ مواليد 1884، كان دراج فرنسي. سبق أن شارك في دورة الألعاب الأولمبية الصيفية وفاز بميدالية أولمبية.

## الميداليات
| الميدالية | المسابقة                       |
| --------- | ------------------------------ |
| ذهبية     | الألعاب الأولمبية الصيفية 1908 |

## روابط خارجية
- غونار أسموسن على موقع أرشيف الدراجات (الإنجليزية)
- غونار أسموسن على موقع أوليمبيديا (الإنجليزية)